# Alice Lemieux-Lévesque
Alice Lemieux-Lévesque (née Alice Lemieux) est une poète et journaliste québécoise née à Québec le 23 septembre 1905 et décédée dans la même ville en janvier 1983, à l'âge de 77 ans.

## Biographie
Alice Lemieux-Lévesque fait ses études primaires au couvent des religieuses de Jésus-Marie, à Saint-Michel, et rejoint ensuite, en 1919, le Monastère des Ursulines de Québec pour ses études secondaires,.
En 1924, elle participe au premier concours d'écriture de la Société des poètes canadiens-français de Québec. Elle en deviendra un membre actif par la suite. Elle y rencontre l'écrivain Alfred Desrochers avec qui elle entretiendra une correspondance jusqu'en 1932. Elle rejoint également la Société des écrivains de l'Est, cofondé par ce dernier.
À la suite de l'obtention du Prix David en 1929, la poète passe plusieurs mois à la Sorbonne, à Paris, elle revient au Québec. À son retour, elle rencontre le journaliste et poète franco-américain Léo-Albert Lévesque, mieux connu de son pseudonyme, Rosaire Dion-Lévesque, et l'épouse cinq ans plus tard,.
Elle collabore à plusieurs périodiques dont : Le Devoir, La Tribune, Le Soleil, Revue moderne, le Canada-français, Paris-Canada, La Patrie,.
Elle s'installe à Nashua au New Hampshire à partir de 1935 et y vit jusqu'en 1964. Pendant ces années, elle milite en faveur de la promotion du français chez les Franco-Américains.
De 1951 à 1956, Alice Lemieux-Lévesque occupe la fonction de présidente au sein de la Fédération féminine franco-américaine. Pendant son mandat, elle fonde avec Pauline Tougas le Bulletin de la Fédération.

## Œuvres

### Recueils
- Heures effeuillées, Québec, Imprimerie Ernest Tremblay, 1926, 138 p. (Accompagné d'une préface d'Alphonse Désilets.)
- Poèmes, Québec, Librairie d'Action canadienne-française, coll. « Poèmes », 1929, 164 p.
- Silences, Québec, Garneau, coll. « Poésie », 1962, 77 p.
- L'arbre du jour, Québec, Garneau, coll. « Poésie », 1964, 70 p.
- Jardin d'octobre, Québec, Garneau, coll. « Poésie », 1972, 67 p.
- Le repas du soir, Québec, Garneau, coll. « Poésie », 1974, 71 p.
- Vers la joie, Québec, Garneau, coll. « Poésie », 1976, 74 p.
- Fleurs de givre, Sainte-Foy, La Liberté, coll. « Le Dévidoir », 1979, 72 p.

### Publications en revues
- «L'heure bleue», La Revue populaire, Montréal, vol. 21, n. 4, avril 1928, p. 7.
- «Compensation (inédit)», La Revue moderne, Montréal, vol. 10, n. 1, novembre 1928, p. 14.
- «Morceaux de printemps», La Revue moderne, Montréal, vol. 10, n. 7, mai 1929, p. 7.
- «Avec mon cœur», La Revue moderne, Montréal, vol. 10, n. 10, août 1929, p. 8.
- «Le jardin du poète : Au Soleil», La Revue moderne, Montréal, vol. 10, n. 10, août 1929, p. 6.
- «Le jardin du poète : Noël», La Revue moderne, Montréal, vol. 11, n. 3, janvier 1930, p. 8.
- «Pourquoi ?», La Revue moderne, Montréal, vol. 19, n. 11, septembre 1938, p. 16.

## Honneurs et distinctions
- 1929 : Prix David pour Poèmes [1],[6],[7],[8]
- 1930 : Prix de la Société des poètes de Lyon[4]
- 1962 : Prix Champlain pour Silences[6]